# Carowinds
Carowinds is een attractiepark gelegen in Charlotte, North Carolina en in Fort Mill, South Carolina in de Verenigde Staten. Het park bestrijkt 1,61 km² oppervlakte. Het is het enige pretpark dat in twee verschillende Staten ligt.
Het park is eigendom van de Cedar Fair Entertainment Company. De voormalige eigenaar was onderdeel van de Paramount Parks-keten die overgenomen werd door Cedar Fair op 30 juni 2006. 
In 1982 werd aan de achterkant van het park een waterpark geopend, sinds 2016 Carolina Harbor genaamd. Dit is vrij toegankelijk voor elke bezoeker van Carowinds en is dus een themagebied van het park. In Carolina Harbor volstaat zwemkledij, terwijl men in de rest van Carowinds schoeisel en bedekkendere kledij dient te dragen. 

## Achtbanen
| Naam                   | Type                    | Constructeur                   | Openingsjaar          | Sluitingsjaar | Foto |
| ---------------------- | ----------------------- | ------------------------------ | --------------------- | ------------- | ---- |
| Afterburn              | Omgekeerde achtbaan     | Bolliger & Mabillard           | 1999                  |               |      |
| Carolina Cyclone       | Loopingachtbaan         | Arrow Dynamics                 | 1980                  |               |      |
| Carolina Goldrusher    | Mijntreinachtbaan       | Arrow Dynamics                 | 1973                  |               |      |
| Copperhead Strike      | Lanceerachtbaan         | Mack Rides                     | 2019                  |               |      |
| Flying Cobras          | Boomerang               | Vekoma                         | 2009 (Bouwjaar: 1996) |               |      |
| Flying Super Saturator | Hangende achtbaan       | Setpoint USA                   | 2000                  | 2008          |      |
| Fury 325               | Giga Coaster            | Bolliger & Mabillard           | 2015                  |               |      |
| Hurler                 | Houten achtbaan         | International Coasters         | 1994                  |               |      |
| Intimidator            | Hypercoaster            | Bolliger & Mabillard           | 2010                  |               |      |
| Kiddy Hawk             | Omgekeerde achtbaan     | Vekoma                         | 2003                  |               |      |
| Nighthawk              | Vliegende achtbaan      | Vekoma                         | 2004                  |               |      |
| Ricochet               | Wildemuis-achtbaan      | MACK Rides                     | 2002                  |               |      |
| Thunder Road           | Houten tweelingachtbaan | Philadelphia Toboggan Coasters | 1976                  | 2015          |      |
| Vortex                 | Staande achtbaan        | Bolliger & Mabillard           | 1992                  |               |      |
| White Lightnin'        | Shuttle Loop            | Schwarzkopf                    | 1977                  | 1988          |      |
| Wilderness Run         | Kinderachtbaan          | E&F Miler Industries           | 1998                  |               |      |
| Woodstock Express      | HoutenKinderachtbaan    | Philadelphia Toboggan Coasters | 1975                  |               |      |